# 最強最後のカラテ
『最強最後のカラテ』（さいきょうさいごのカラテ）は、1980年1月19日に公開された空手を題材とする日本のドキュメンタリー映画。製作＝三協映画、配給＝東映洋画。
『週刊少年チャンピオン』に連載された梶原一騎原作の映画化で、梶原唯一の監督作。『地上最強のカラテ』（1976年）、『地上最強のカラテ2』（1976年）に続く「極真カラテ映画三部作」の一本。 
1979年11月に東京日本武道館で行なわれた「第二回オープントーナメント全世界空手道選手権大会」をメインに、世界のあらゆる格闘技を追う。

## スタッフ
- 監督・原作：梶原一騎
- 製作：梶原一騎・川野泰彦
- 製作総指揮：大山倍達
- 撮影：木村公明
- 音楽：渡辺岳夫
- 録音：瀬川徹夫
- 編集：白江隆夫

## キャスト
- 中村誠
- 三瓶啓二
- ウィリー・ウィリアムス
- 東孝
- ハワード・コリンズ
- ケニー・ウーテンボガード

- ナレーション：高橋昌也

## 製作
第二回オープントーナメント全世界空手道選手権大会に合わせ、映画の製作が決まった。1979年5月から同年8月まで、世界のあらゆる格闘技を追い、21ヵ国・28ヶ所で約300日の長期ロケを行った。製作費6億円。岡田茂東映社長が当時、盛んに外部資本の取り込みを狙い、映連会長だった岡田は、梶原とも密な付き合いだったとされる。梶原が岡田から製作費のうち、1億5,000万円を借りたといわれる。

## 興行
東映が当時東京都内に3つ持っていた洋画系劇場、丸の内東映パラス・新宿東映パラス・浅草東映パラスと、STチェーン（東映洋画・松竹・東急レク連合）が持つ東急レックス・新宿東急・池袋東急3館の計6館で一本立て公開。地方の劇場はイタリア映画『ブラッフ』との併映。